# Ferenc Wesselényi
Ferenc Wesselényi de Hadad et Murány (Teplice, 1605 – Zvolen, 1667) è stato un militare ungherese.
Capitano dell'Ungheria del Nord dal 1647 e conte palatino dal 1655, combatté più volte con successo gli Ottomani.
Negli ultimi anni organizzò una congiura di principi protestanti contro Vienna, ma morì prima che potesse essere scoperta.